# Rajagangapur
Rajagangapur é uma cidade e um município no distrito de Sundargarh, no estado indiano de Orissa.

## Demografia
Segundo o censo de 2001, Rajagangapur tinha uma população de 43,912 habitantes. Os indivíduos do sexo masculino constituem 52% da população e os do sexo feminino 48%. Rajagangapur tem uma taxa de literacia de 68%, superior à média nacional de 59.5%: a literacia no sexo masculino é de 74% e no sexo feminino é de 62%. Em Rajagangapur, 13% da população está abaixo dos 6 anos de idade.